# Sven Alfred Lindblom
Sven Alfred Lindblom, född 15 december 1824 i Åtvids församling, Östergötlands län, död 28 februari 1908 i Rappestads församling, Östergötlands län, var en svensk präst.

## Biografi
Sven Alfred Lindblom föddes 1824 i Åtvids socken. Han var son till kopparslagaren Christer Georg Lindblom och Albertina Råhlin. Lindblom blev 1845 1845 student vid Uppsala universitet och avlade 15 april 1848 teoretisk teologie examen och 31 maj 1848 praktisk teologie examen. Han prästvigdes 17 oktober 1848 och blev 25 juni 1860 komminister i Ringarums församling, tillträdde 1861. Lindblom avlade 11 september 1867 pastoralexamen och blev 22 augusti 1870 kyrkoherde i Vena församling, tillträde 1871. Han blev 11 april 1877 kontraktsprost i Tunaläns och Sevede kontrakt. Lindblom blev 21 januari 1878 kyrkoherde i Rappestads församling, tillträdde 1880 och var från 10 maj 1882 till 1 maj 1895 kontraktsprost i Vifolka och Valkebo kontrakt. Han utnämndes 1889 till ledamot av Vasaorden och tog tjänstledigt 1 november 1898. Lindblom avled 1908 i Rappestads socken.

### Familj
Lindblom gifte sig första gången 17 juli 1860 med Hanna Katarina Jungqvist (1839–1866), dotter till garvaren Johan Jungqvist och Katarina Jonsson. De fick tillsammans barnen sjömannen Karl Alfred Georg Lindblom (1861–1881), Hanna Maria Kristina Lindblom (född 1863) som var gift med bruksinspektorn Ernst Oskar Gobom i Garpenberg, trädgårdsdirektören Johan Axel Gabriel Lindblom (född 1865) och Hilda Sofia Charlotta Lindblom (1866–1930) som var gift med järnvägsbokhållaren Hjalmar Alexius Wetterhall.
Lindblom gifte sig andra gången 1 oktober 1867 med Karolina Charlotta Luthander (född 1839), dotter till fanjunkaren Karl Paul Luthander och Anna Karolina Arehn. De fick tillsammans sonen Krister Samuel Lindblom (1871–1872).